# 梯形蟹科
梯形蟹科（學名：Trapeziidae）是短尾下目梯形蟹總科下的一個科。其下的所有蟹都與珊瑚共生，所以又叫作「珊瑚蟹」。
本科物種遍佈印度洋-太平洋海域，單憑其外表的顏色與花紋已經可以辨認其物種。擬梯形蟹科（Tetraliidae）的物種過往亦被歸進本科之下，但後來動物學家發現原來兩者相似之處是趋同演化的結果。

## 分類
本科原為扇蟹科（Xanthidae）之下的一個亞科，之後獨立出來。曾經屬於扇蟹總科，現時屬於梯形蟹總科。

### 亞科與屬
根據WoRMS，本科物種大致可以分成三個亞科、九個屬：
- Calocarcininae Stevcic, 2005
  - Calocarcinus Calman, 1909
  - Philippicarcinus Garth & Kim, 1983
  - Sphenomerides Rathbun, 1897
- Quadrellinae Stevcic, 2005
  - Hexagonalia Galil, 1986
  - Hexagonaloides Komai, Higashiji & Castro, 2010
  - Quadrella Dana, 1851
- 梯形蟹亞科 Trapeziinae Miers, 1886
  - 梯形蟹屬 Trapezia Latreille, 1828